# دب اصغر
خرس کوچک یا دُبِّ اصغر (در لاتین: Ursa Minor، در انگلیسی: Little Bear) صورت فلکی کوچکی در آسمان شمالی (نیم کره شمالی) می‌باشد. این صورت فلکی را بنات النعش صُغریٰ یا هفت اورنگ کِهین هم نامیده‌اند.
خرس کوچک یکی از ۸۸ صورت فلکی امروزی است. ستاره قطبی در این صورت فلکی قرار دارد، که همیشه سمت قطب شمال را نشان می‌دهد.
خرس کوچک در جنوب صورت‌های فلکی قیفاووس و اژدها قرار دارد. در جنوب آن نیز صورت‌های فلکی اژدها و خرس بزرگ قرار دارد.

## نام
بَنات جمع بِنت و به معنای دختران، و نعش به معنای «جنازه، جسد مرده؛ تابوت، تخت چهار پایهٔ کوتاهی که میت رابر آن حمل می‌کنند» آمده‌است. این صورت فلکی به شکل یک جنازه، و سه دختر که جلوی این جنازه در حرکتند، تصور شده‌است. این‌که این صورت فلکی را بنات النعش صُغریٰ یا هفت اورنگ کِهین نامیده‌اند، در مقابل بنات النعش کُبریٰ یا هفت‌اورنگ مِهین است، که از نظر ظاهری شبیه این صورت فلکی، ولی در مقیاس بزرگ‌تر است. نام‌های دیگر آن عبارتند از: بنات النعش اصغر، بنات النعش خُرد، هفت اورنگ خُرد، سریر فَلَک، هفت برادران خرد،  ضواجع، خرس خُرد، خرس کِهین، خرس کِهتَر.
چهار ستاره‌ای که تشکیل یک مستطیل می‌دهند را نَعش، و سه ستاره دیگر را بنات نام داده‌اند. هر یک از ستاره‌های بنات النعش کُبریٰ و صُغریٰ را هم «اِبنُ نَعش» گفته‌اند.
مانند بنات النعش کبری، از آن‌جا که می‌توان این صورت فلکی را شبیه یک ملاقه تصور کرد که دم خرس دسته آن باشد، این صورت فلکی را در زبان انگلیسی ملاقه کوچک یا آبگردان کوچک(Little Dipper) هم نامیده‌اند.

## ستارگان

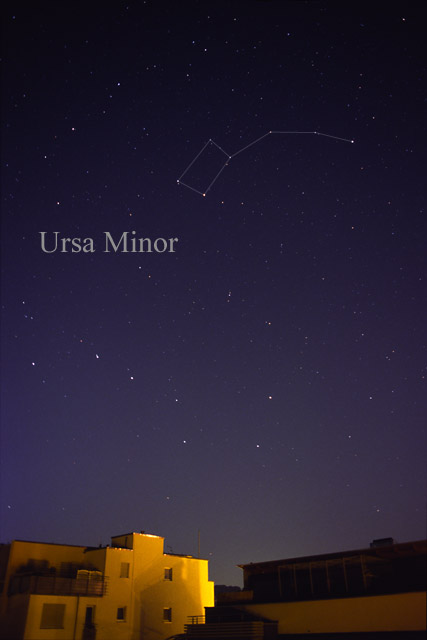
صورت فلکی خرس کوچک

یکی از مشهورترین ستارگان آسمان یعنی ستاره قطبی (جدی یا آلفا-خرس کوچک) در این صورت فلکی قرار دارد. ستاره دیگر نسبتاً پرنور این صورت فلکی، کوکب شمالی است، که به همراه فَرقَد، از حدود سال ۲۰۰۰ پیش از میلاد تا سال ۵۰۰ میلادی نزدیک‌ترین ستاره‌ها به قطب شمال بوده‌اند؛ که به خاطر تقدم اعتدالین (انحراف محوری کره زمین) تغییر کرده‌است، و امروزه -چنان‌که گفته شد- جدی ستاره قطبی است. بعد از این‌دو، پرنورترین ستاره دب اکبر اَنوَرُ الفَرقَدَیْن(انورِ فرقدان) می‌باشد. این یکی از ۵۷ ستاره‌ای است به عنوان مرجع مورد استفادهٔ دریا نوردان وهوا نوردان است. دیگر ستاران دب اصغر جلوهٔ کمتری دارند.
مجموع دو ستاره انور الفرقدین و اخفیَ الفَرقَدَین را فَرقَدان(فَرقَدَین) یا  دو برادران یا  ندمانی   جذیمة گویند. دو ستاره کنار فرقدین و مانند آن را  عوهقان( عوهقین) گویند.
چهار ستاره «نعشِ»(مستطیل‌شکل) دبّ اصغر از جهتی غیرعادی‌اند، زیرا دارای قدر(قدر ظاهری) دوم، سوم، چهار و پنجم هستند. در نتیجه آن‌ها راهنمای خوبی برای تشخیص قدر ظاهری ستارگان، و تشخیص این‌که ستارگان تا چه "قدر"ی مشخص هستند؛ و مثلاً برای ساکنان شهرها یا برای آزمایش قدرت بینایی مفید است.
| نام بایر              | نام                                         | ترجمه نام                                   | نام انگلیسی                                    |
| --------------------- | ------------------------------------------- | ------------------------------------------- | ---------------------------------------------- |
| آلفا خرس کوچک (α UMi) | جدی                                         | بزغاله نر                                   |                                                |
| آلفا خرس کوچک (α UMi) | رُکبه                                        | زانو                                        | Alruccabah (یا Ruccabah)                       |
| آلفا خرس کوچک (α UMi) | مسمار یا میخگاه                             | میخ                                         | Mismar                                         |
| آلفا خرس کوچک (α UMi) | ستاره قطبی(قطب شمالی یا قطب یا نجمۀ القطب)  |                                             | al-kutb al-shamaliyy یا al-kaukab al-shamaliyy |
| بتا خرس کوچک (β UMi)  | کوکب (الکوکب) یا کوکب شمالی(الکوکب الشمالی) | ستاره شمالی                                 | Kochab (یا Kocab, Kokab, Kochah)               |
| گاما خرس کوچک (γ UMi) | فَرقَد (یا فرقد اکبر)                         | گوساله                                      | Pherkad (یا Pherkad Major)                     |
| دلتا خرس کوچک (δ UMi) | ییلدون (یا ییلدین)                          | ییلدیز در ترکی به معنای ستاره است           | Yildun (یا Gildun, Vildiur, Yilduz, Jildun)    |
| زتا خرس کوچک (ζ UMi)  | اخفی الفرقدین                               | [ستاره] کم‌نورتر بین دو [ستاره] فرقد(گوساله) | Ahfa al Farkadain (یا Akhfa al Farkadain)      |
| اتا خرس کوچک (η UMi)  | انور الفرقدین (انور فرقدان)                 | [ستاره] پرنورتر بین دو [ستاره] فرقد(گوساله) | Anwar al Farkadain                             |
| ۱۱ خرس کوچک (11 UMi)  | فرقد اصغر                                   |                                             | Pherkad Minor (یا Pherkard)                    |

## افسانه‌ها
بنابر افسانه‌ای از بومیان امریکا درباره دب اصغر، گروهی شکارچی بومی راه خود را در جنگل گم کرده بودند با اجابت دعاهایشان دختر کوچکی پدیدار شد تا به سلامت آن‌ها را به خانه‌هاشان راهنمایی کند. او روح جدی(ستارهٔ قطبی) بود و شکارچیان پس از مرگ در آسمان جای گرفتند تا برای همیشه نزدیک او باشند.

## جهت‌یابی با خرس کوچک و خرس بزرگ
ستاره قطبی در انتهای صورت فلکی خرس کوچک است که به کمک امتداد ستارگان مراق و دبه خرس بزرگ شناخته می شود. 